# Coleophora variicornis
Coleophora variicornis é uma espécie de mariposa do gênero Coleophora pertencente à família Coleophoridae.